# إدوارد بلات
إدوارد بلات (بالإنجليزية: Edward Platt) هو ممثل أمريكي، ولد في 14 فبراير 1916 بجزيرة ستاتن في الولايات المتحدة، وتوفي في 19 مارس 1974 بسانتا مونيكا في الولايات المتحدة بسبب نوبة قلبية.

## أعمال

### أفلام
- (1956) الرجل العظيم
- (1956) مكتوب على الريح
- (1957) امرأة التصميمات
- (1959) شمالا إلى الشمال الغربي

## وصلات خارجية
- إدوارد بلات على موقع IMDb (الإنجليزية)
- إدوارد بلات على موقع الموسوعة البريطانية (الإنجليزية)
- إدوارد بلات على موقع أول موفي (الإنجليزية)
- إدوارد بلات على موقع قاعدة بيانات برودواي على الإنترنت (الإنجليزية)
- إدوارد بلات على موقع قاعدة بيانات الأفلام السويدية (السويدية)
- إدوارد بلات على موقع إن إن دي بي (الإنجليزية)
- إدوارد بلات على موقع ديسكوغز (الإنجليزية)
- إدوارد بلات على موقع قاعدة بيانات الفيلم (الإنجليزية)